# Швайкина
Шва́йкина — деревня в Нижнеудинском районе Иркутской области. Входит в состав Усть-Рубахинского муниципального образования.

## География
Деревня находится на расстоянии 10 км к югу от города Нижнеудинск, административного центра района.

## Население
| 2002 | 2010 | 2011 | 2012 |
| ---- | ---- | ---- | ---- |
| 176  | ↘152 | →152 | ↘150 |

## Улицы
В деревне имеются две улицы: Центральная и Школьная.